# Rdesktop
rdesktop är fri programvara för att från framförallt Unix-liknande operativsystem kunna köra applikationer på Windows-servrar över Microsofts Fjärrskrivbord (Remote Desktop Protocol, RDP).
Programmet körs under X Window System (Unix-maskiners grafiska användargränssnitt), antingen så att Windows-program körs i individuella fönster eller så att hela skärmen reserveras för Windows-sessionen, eventuellt med möjlighet att koppla över till den normala X-miljön.
Användning av RDP förutsätter en terminalserver. En sådan är inte inkluderad i alla Windows-versioner och sällan aktiverad. Förutom själva programvaran behövs licenser, då Microsoft i allmänhet licenserar sina program enligt från hur många datorer programmen skall användas. Numera finns fria RDP-servrar att få till Unix, varvid också Unix-program kan användas via RDP, liksom Windows-program körda på en Unix-maskin till exempel via Wine.